# کالینووا (شهرستان شراتس)
کالینووا (به لهستانی:  Kalinowa) یک روستا در لهستان است که در گمینا بواشکی واقع شده‌است.